# Біг-Рівер (Вашингтон)
Біг-Рівер (англ. Big River) — невелика річка у США, на західній півночі штату Вашингтон, в межах округу Клеллам, на півострові Олімпік. Басейн річки Озетт. Бере початок біля західного підніжжя гори Сек'ю (англ. Sekiu Mountain), тече у південному і південно-західному напрямку гористою долиною, вкритою лісами, впадає у озеро Озетт. Висота гирла — 11 м над рівнем моря. Є найбільшою притокою озера.:1 В долині річки — кілька невеличких фермерських господарств.:6 Площа басейну — 59,1 км². Річка є одним з місць нересту нерки в басейні річки Озетт.